# Ammodorcas clarkei
Ammodorcas clarkei — рід оленеподібних (Artiodactyla) ссавців з родини бикових (Bovidae). Це струнка антилопа середнього розміру, яка походить з Ефіопії та Сомалі. Типова довжина голови і тулуба становить від 103 до 117 см. Вони досягають приблизно 80–90 см. Самці важать від 20 до 35 кг, а самки — від 22 до 29 кг. Довжина вигнутих рогів, наявних лише у самців, зазвичай становить від 10 до 25 см. Верхні частини від сірого до коричневого, тоді як спина та бічні частини від коричневого до рудувато-коричневого (червонувато-коричневого). Низ, круп і внутрішня частина ніг білі. На обличчі помітні плями, на боках і сідницях їх немає.